# Valles transversales

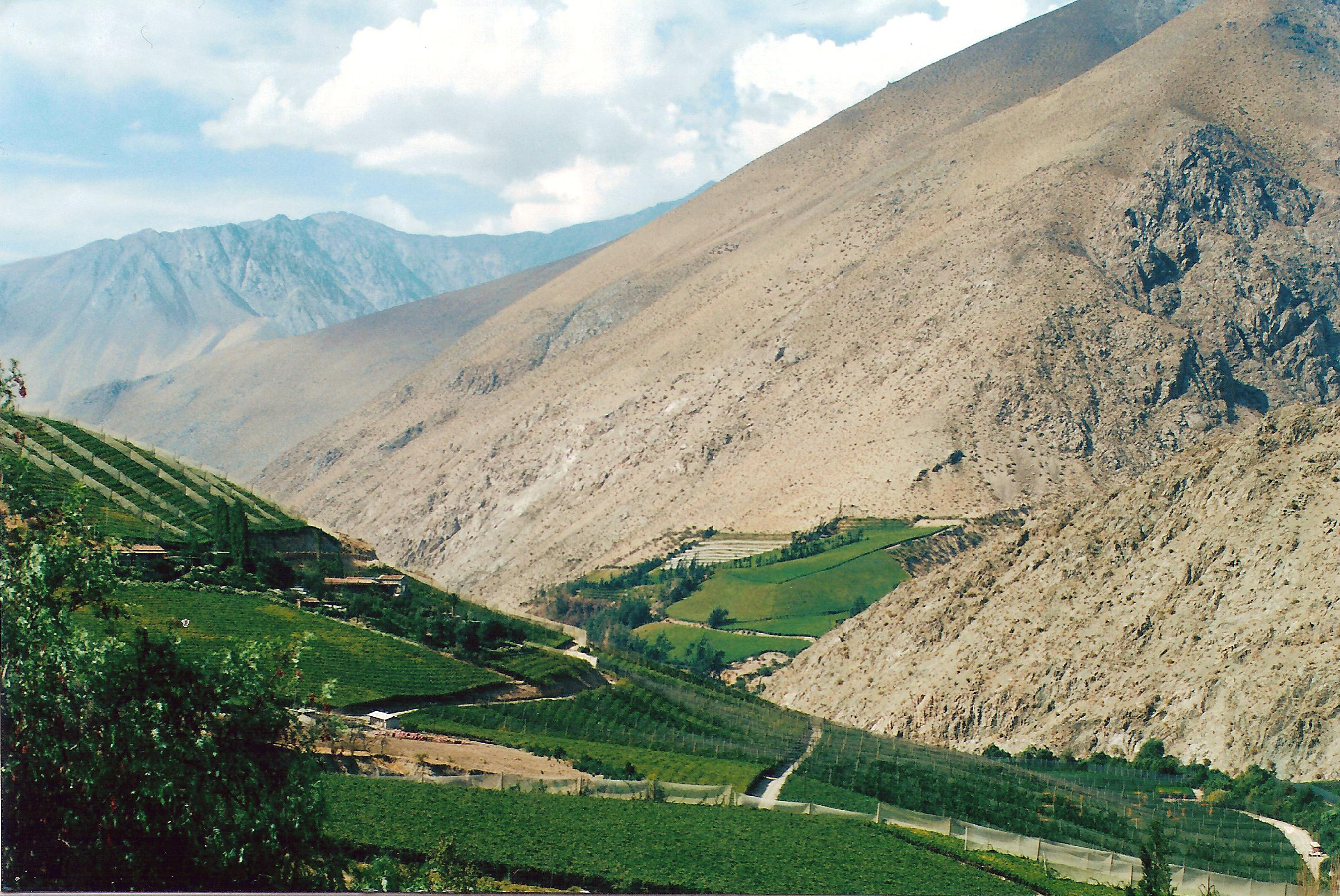
Valle de Elqui, ejemplo de valle transversal.

Valles transversales es el nombre genérico dado en la Geografía a los valles que se extienden en la zona de las Regiones de costa 

## Características
Las características fundamentales de este tipo de valles son:
- Se extienden generalmente en dirección este-oeste (desde la cordillera de los Andes hacia el océano Pacífico), enmarcados entre cordones montañosos que se extienden en la misma dirección, uniendo la cordillera andina con la cordillera de la Costa.

- Tiene origen por sedimentación fluvial. Se estructuran en torno a sistemas fluviales de diversa complejidad, que corren hacia el océano. Los más importantes son los ríos Copiapó, Huasco, Elqui, Limarí, Choapa,[2] y el Aconcagua.

- Los ríos que ocupan estos valles son generalmente de régimen mixto, mayoritariamente nivoso-pluvioso. Surgen de áreas de nieves en la cordillera y se alimentan con los deshielos primaverales, asimismo sus afluentes.[3]

Los valles transversales han acogido población considerable desde épocas prehispánicas. Hoy en día varias ciudades importantes del Norte Chico chileno, como Copiapó, Vallenar, Ovalle o Illapel se ubican en estos valles. Asimismo, acogen una importante producción pesquera y agrícola, constituyéndose en un valioso aporte para la economía y las actividades productivas de Chile. 

El valle del Río Aconcagua, en la región de Valparaíso, durante siglos fue más húmedo que los ríos más al norte, permitiendo el cultivo de paltas, tomates y todo tipo de verduras de exportación, hasta que la expoliación de sus afluentes por compañías mineras situadas en la Alta Cordillera de las regiones de Valparaíso y Metropolitana, sumada a la expansiva agricultura de monocultivo de paltos en las laderas de los cerros, la sobreexplotación de la hoya hidrográfica por parte de las empresas de áridos y un período de sequía de casi una década, disminuyeron los caudales de los afluentes del Aconcagua y con ello han incidido severamente en el paisaje que bordea al río.